# Landtagswahl in Lippe 1854
Die Landtagswahlen in Lippe 1854 waren die dritten Wahlen im Fürstentum Lippe, die nach dem Wahlrecht des Landesgrundgesetzes für das Fürstentum Lippe vom 6. Juli 1836 durchgeführt wurden.

## Hintergrund
Im Rahmen der Märzrevolution war der ständische Landtag der Verfassung vom 6. Juli 1836 durch einen neuen Landtag, die Volkskammer des Fürstentums Lippe, ersetzt worden. Diese wurde in freier, gleicher und geheimer Wahl gewählt.
1851 wurde Leopold III. Fürst von Lippe. Dieser vertrat reaktionäre Positionen und forderte eine Rückkehr zum bisherigen System. Da der Landtag 1852 keine Bereitschaft zeigte, dies zu unterstützen, wurde der Landtag vom Fürsten 1853 nicht einberufen. Stattdessen wurde mit fürstlicher Verordnung vom 15. März 1853, ohne Mitwirkung der Stände, die Märzverfassung aufgehoben und die Verfassung vom 6. Juli 1836 wieder eingesetzt.
Der Landtagsausschuss richtete Ende April eine Beschwerde an den Bundestag. Der Regierungschef Hannibal Fischer war davon nicht beeindruckt und ließ am 22. Oktober 1853 Landtagswahlen nach dem Wahlgesetz von 1836 ausschreiben. Der Ausschuss wiederholte daraufhin am 24. Oktober seine Beschwerde. Die ausgeschriebenen Wahlen scheiterten im Dezember 1853 daran, dass die Wahlbeteiligung zu gering war.
Der Bundestag lehnte am 16. Februar 1854 die Beschwerde der Lippeschen Ausschussdeputierten faktisch ab. Gemäß dem Spruch des Bundestages durfte der Fürst die Verfassung nicht selbstständig ändern, sondern musste diese Änderungen mit einem Landtag, gewählt nach dem Wahlrecht von 1836, vereinbaren. Aufgrund dieses Spruchs wurden erneut Landtagswahlen ausgeschrieben. Am 9. Juni 1854 wurde der neu gewählte Landtag eröffnet.
Der Landtag bestand aus 21 Abgeordneten, die in drei Kurien á je sieben Abgeordneten gewählt wurden. Die Ritterschaft, die Bürger der Städte und die Grundbesitzer der Dörfer und Flecken des Landes bestimmten je sieben Abgeordnete. Die Wahldauer betrug sechs Jahre. Ausnahme waren die Vertreter des ersten Standes, die jeweils vor den Landtagssessionen neu gewählt wurden.